# 蔵前駕籠
『蔵前駕籠』（くらまえかご）は古典落語の演目。類話に上方落語の『そってん芝居』（そってんしばい）があるが、前半部が異なる。
幕末（あるいは幕府崩壊後）、偽の佐幕派を名乗る浪士による追い剥ぎ・物盗りが横行していた政情不安な江戸で、客の寂れた吉原遊廓に駕籠で乗り込もうとする男を描く。
東大落語会編の『落語事典 増補』は、原話を安永4年（1775年）に出版された『浮世はなし鳥』の一編「追剥」とする。一方、武藤禎夫は『定本 落語三百題』の解説で、ストーリーの源流は『今昔物語』第28巻「阿蘇ノ史、盗人ニ値（ア）ヒテ謀モテ遁レタル語（コト）　第十六話」に見えるとし、前記の小咄（『今昔物語』のエピソードにならったとする）に着想を得て設定を加え、明治期に作られた噺と推測している。
主な演者として4代目橘家円蔵、三笑亭夢楽がいる。
上方落語では『そってん芝居』の題で、前半には芝居好きな主人公と床屋が二人して『仮名手本忠臣蔵』を再現する下りがあり、そのあとで駕籠で堺に住む危篤になった伯父のところに向かうという内容である（「そってん」は芝居囃子の模写で、床屋がこれを口にする）。しかし、長らく演じる者が途絶え、戦時中に東京で聞いた初代桂小南の落語を元に戦後になって3代目桂米朝が復活させた。またその弟子の桂吉朝もよく演じていた。

## あらすじ
幕末の江戸。政情不安の世にあって、神田・日本橋方面と吉原を結ぶ蔵前通りには、夜な夜な吉原へ向かう客を狙った追い剥ぎが出没することで有名となっていた。追い剥ぎたちは必ず浪士の格好をした集団であり、駕籠を襲うと客に刀を突きつけ「我々は徳川家にお味方する浪士の一隊。軍用金に事欠いておるのでその方に所望いたす。命が惜しくば、身ぐるみ脱いで置いてゆけ」と脅し、相手を褌一丁にした上で、最後に「武士の情け。褌だけは勘弁してやる」と言い捨てるのが決り文句となっていた。またこうした追い剥ぎの集団は一つとは限らず、複数いて、ほぼ必ず捕まってしまうため、駕籠屋の方も夜に蔵前を通るのを怖がり、そういった客を断るようになっていた。
ある日の夕刻、駕籠屋に一人の男がやってきて吉原へ駕籠を出して欲しいと頼む。上記の通りの理由で駕籠屋の番頭は断り、男を諭そうするが、彼は追い剥ぎが出ることは承知した上で、あえて客足が少ない吉原へ行ってチヤホヤしてもらうのが目的だと言ってのける。しまいに酒手（駕籠かきに対するチップ）を弾むこと、もし追い剥ぎが出たら自分を置いて逃げ出しても良い、自分には妙案があると言い、それを側で聞いていた威勢の良い駕籠かき達が自分らがやると名乗りでたため、しぶしぶ番頭は男の依頼を受けることにする。そして、いざ駕籠が用意されると、何を思ったか男は褌一丁となり、着物を丁寧に畳むと、煙草入れや紙入れを間に突っ込み、駕籠の座ぶとんの下に敷いてどっかと座って「さあ、やれ」と言う。風邪でも引かないかと心配する駕籠屋を、男は「向こうに着きゃ暖め手がある」と変なノロケで煙に巻いていよいよ駕籠は出発する。
蔵前通りに差し掛かると十二、三人の黒覆面をした追い剥ぎの集団が現れ、当初の約束通り駕籠屋は駕籠を放り出して逃げてしまった。追い剥ぎ達はばらばらっと駕籠を取り囲むと、例の「我々は徳川家にお味方する浪士の一隊。軍用金に事欠いておるのでその方に所望いたす」の口上を述べ、何も反応がないため「これ、中におるのは武家か町人か」と駕籠のすだれを開ける。すると、中には褌一丁の男が腕組みをしている。追い剥ぎは言った。
「うーん、もう済んだか」

## 改作
4代目鈴々舎馬風は『蔵前トラック』という題で改作し、舞台を終戦後の東京、追い剥ぎ達を拳銃をもったギャング（愚連隊）に変え、彼らが「われわれは進駐軍にお味方する一隊……」と名乗るナンセンスな演出をとった。